# Vostočnij kozmodrom
Vostočnij kozmodrom (rusko Космодром Восточный, dobesedno »vzhodno raketno izstrelišče«) je načrtovani ruski kozmodrom na Daljnem vzhodu. Zasnovan je z namenom zmanjšati rusko odvisnost od Bajkonurja, ki se nahaja v Kazahstanu. Z gradbenimi deli so začeli januarja 2011, končali naj bi jih leta 2018, vendar se je izgradnja zavlekla, med drugim zaradi pogoste korupcije odgovornih za načrtovanje in gradbena dela. Zanjo je bilo do leta 2019 obsojenih že približno 60 posameznikov.
Z izstrelišča S1 so kljub temu prvo raketo izstrelili že 28. aprila 2016 in v naslednjih letih še več drugih, med njimi prve komercialne polete za tuje stranke.

## Lega
Kozmodrom bo stal v okrajih Svobodnij in Šimanovsk, del Amurske oblasti. Planirana površina je 551,5 kvardratnih kilometrov. Območje naj bi imelo premer 30 kilometrov s centrom v 51°49′N 128°15′E / 51.817°N 128.250°E.  Najbližje mesto je Uglegorsk. Z geografsko širino 51 stopinj severno bodo imele rakete podobno kapaciteto kot iz Bajkonurja. Rusija zaradi svoje severne lege nima kozmodroma, ki bil blizu Ekvatorja kot npr. Francija v kraju Kourou v Francoski Gvajani. Lega blizu ekvatorja je ugodna za izstreljevanje na vzhod oziroma geostacionarno orbito, ker je rotacija Zemlje na ekvatorju največja in prispeva k ubežni hitrosti.
Lokacija je redko poseljena, zato je ustrezna za izstrelitev raket, ki so potencialno nevarne. V bližini so dobre ladijske in železniške povezave za transport raket. Na voljo je tudi veliko električne energije in infrastruktura kozmodroma Svobodnij, na katerem bo baziran nov kozmodrom. Rakete bodo lahko odvrgle porabljene stopnje nad morjem, kjer jih bodo lahko pobrali z ladjami in ponovno uporabili.